# Tsjornomoretsstadion
Het Tsjornomoretsstadion is een voetbalstadion in Odessa (Oekraïne), dat plaats biedt aan 34.164 toeschouwers. Het is gebouwd op de plaats van het oude voetbalstadion van de stad, dat gesloopt werd in 2009. De bespeler van het stadion is Tsjornomorets Odessa. Het stadion werd geopend in 2011. Het was in beeld voor het EK 2012 in Polen en Oekraïne, maar uiteindelijk werd het stadion dat toernooi niet gebruikt.
In het seizoen 2016/17 werkt Zorja Loehansk haar wedstrijden in de UEFA Europa League af in dit stadion, vanwege de Oorlog in Oost-Oekraïne.

## Interlands
| № | Datum            | Wedstrijd            | Uitslag | Competitie           | Toeschouwers |
| - | ---------------- | -------------------- | ------- | -------------------- | ------------ |
| 1 | 26 maart 2013    | Oekraïne – Moldavië  | 2 – 0   | WK 2014 kwalificatie | 31.948       |
| 2 | 24 maart 2016    | Oekraïne – Cyprus    | 1 – 0   | Vriendschappelijk    | 20.598       |
| 3 | 12 november 2016 | Oekraïne – Finland   | 1 – 0   | WK 2018 kwalificatie | 26.482       |
| 4 | 11 november 2021 | Oekraïne – Bulgarije | 1 – 1   | Vriendschappelijk    | 10.000       |